# Luigi Romano Menini
Luigi Romano Menini (Comacchio, 20 marzo 1903 – ...) è stato un medico e politico italiano.
Medico condotto, centurione della Milizia, docente universitario a Torino di medicina generale, è stato federale di Belluno (1941-1943) e segretario nazionale politico degli universitari fascisti di medicina.